# Erin Andrews
Erin Andrews (Lewiston, 4 maggio 1978) è una giornalista statunitense, nota per il suo lavoro per FOX College Football dell'emittente americana FOX Sports.

## Biografia
Erin Andrews è nata a Lewiston da una famiglia di giornalisti, si è laureata nel 2000 in telecomunicazioni all'Università della Florida. Durante l'università ha fatto parte delle cheerleader dei Florida Gators, la squadra della sua università.

## Carriera
Dal 2004 al 2012 ha lavorato per ESPN occupandosi prevalentemente di Football Universitario. Dal 29 giugno 2012 lavora per Fox Sports. 
Il 2 febbraio 2014 la Andrews ha partecipato alla telecronaca del Super Bowl XLVIII.

## Episodio di Stalking
Nel 2008, mentre si trovava a Nashville per una telecronaca, fu vittima di un episodio di stalking: venne ripresa nuda nella sua camera d'albergo attraverso la serratura della porta da Michael David Barrett, e il video venne messo in rete dall'uomo, diventando ben presto virale. Barrett fu arrestato il 29 giugno dello stesso anno e condannato a 30 mesi di carcere, 3 anni di libertà vigilata. Nel 2016 le è stato riconosciuto un risarcimento di 55 milioni di dollari.